# Football Club Shkupi
El FK Shkupi (en macedonio: ФК Шкупи, en albanés: Klubi Futbollistik Shkupi) Es un club de fútbol de la ciudad de Čair, Macedonia del Norte. El club juega en la Primera División de Macedonia del Norte.

## Historia
Fue fundado en el año 2012 luego de que el FK Sloga Jugomagnat se fusionara con el FC Albarsa. Los partidarios del equipo son los Shvercerat que se establecieron oficialmente en 1989 en Čair en Skopje. Shvercerat es albanés para "contrabandistas". Shvercerat también fueron los mismos seguidores del club predecesor FK Sloga Jugomagnat antes de la fusión con el actual club FK Shkupi. Al igual que FK Shkëndija, FK Shkupi es un club albanés orientado, con los partidarios albaneses y también parte del grupo TKZ ultras que apoya Albania en el fútbol internacional.
El 13 de febrero de 2011, una gran reunión de partidarios de FK Vardar, Komiti, se congregó en la fortaleza de Skopje para proteger un sitio de construcción en los argumentos de la fortaleza. Un grupo grande de los Shvercerat, que estaban en contra del edificio del gobierno en la zona de la antigua fortaleza, rompió a través de la línea de la policía y forzó a los Komiti fuera de la Fortaleza de Skopje El sitio de construcción fue agarrado por el Shvercerat hasta que la policía asumió el control con éxito y arrestó a Omer Bunjaku, una figura principal del Schvecerat.
Los Shvercerat son conocidos por tomar la bandera de los partidarios del equipo rival. Han logrado tomar la bandera "Кратово" de FK Sileks, la bandera "Вojвoди" de FK Teteks y la bandera "Комити Запад" de FK Vardar. Con, y también, una fuerte nacionalista albanesa como Shkëndija, muchos macedonios temen que podrían convertirse en una amenaza para la seguridad de Macedonia del Norte.

## Palmarés
- Primera División de Macedonia del Norte: 1

2021/22
- Segunda Liga de Macedonia del Norte: 1

2014/15
- Tercera División de Macedonia: 1

2012/13

## Participación en competiciones de la UEFA
| Temporada | Torneo                        | Ronda                  | Club             | Casa | Visita | Agg. |
| --------- | ----------------------------- | ---------------------- | ---------------- | ---- | ------ | ---- |
| 2018–19   | UEFA Europa League            | Primera Clasificatoria | Rangers          | 0–0  | 0–2    | 0–2  |
| 2019–20   | UEFA Europa League            | Primera Clasificatoria | Pyunik           | 1−2  | 3−3    | 4–5  |
| 2020–21   | UEFA Europa League            | Primera Clasificatoria | Neftçi           |      | 1–2    |      |
| 2021–22   | UEFA Europa Conference League | Primera Clasificatoria | Llapi            | 2−0  | 1−1    | 3–1  |
| 2021–22   | UEFA Europa Conference League | Segunda Clasificatoria | Santa Clara      | 0–3  | 0−2    | 0–5  |
| 2022–23   | UEFA Champions League         | Primera Clasificatoria | Lincoln Red Imps | 3–0  | 0−2    | 3–2  |
| 2022–23   | UEFA Champions League         | Segunda Clasificatoria | Dinamo Zagreb    | 0−1  | 2–2    | 2–3  |
| 2022–23   | UEFA Europa League            | Tercera Clasificatoria | Shamrock Rovers  | 1−2  | 1−3    | 2–5  |
| 2022–23   | UEFA Europa Conference League | Playoff                | Ballkani         | 1−2  | 0−1    | 1–3  |
| 2023–24   | UEFA Europa Conference League | Primera Clasificatoria | Hegelmann        | 0–0  | 5–0    | 5–0  |
| 2023–24   | UEFA Europa Conference League | Segunda Clasificatoria | Levski Sofia     | 0–2  | 0–1    | 0–3  |